# Pseudochiridium africanum
Pseudochiridium africanum es una especie de arácnido del orden Pseudoscorpionida de la familia Pseudochiridiidae.

## Distribución geográfica
Se encuentra en Chad, Tanzania y en la  República Democrática del Congo.